# Coupe de Suisse de football 2011-2012
Navigation
Édition précédente Édition suivante
La 87e coupe de Suisse a débuté les 17-18 septembre 2011.

## Clubs participants
Toutes les équipes d'Axpo Super League (ASL - 10 équipes), Challenge League (ChL - 15 équipes, le FC Vaduz ne participant pas à la Coupe Suisse), des équipes de 1re ligue (13 équipes), 2e ligue interregionale (12 équipes), 2e ligue (10 équipes), et quatre équipes de la 3e ligue.
| Super League 10 équipes | Challenge League 15 équipes | 1re Ligue 13 équipes | 2e ligue interrégionale 12 équipes | Ligues inférieures 14 équipes |
| --- | --- | --- | --- | --- |
| - FC Bâle - Grasshoppers Zurich - Lausanne-Sport - FC Lucerne - Neuchâtel Xamax - Servette FC - FC SionTT - FC Thoune - BSC Young Boys - FC Zurich | - FC Aarau - AC Bellinzone - FC Biel-Bienne - SC Brühl Saint-Gall - FC Chiasso - SR Delémont - Étoile Carouge - SC Kriens - FC Locarno - FC Lugano - FC Saint-Gall - Stade Nyonnais - FC Wil - FC Winterthur - FC Wohlen | - FC Baden - GC Biaschesi - FC Breitenrain - SC Cham - SC Dornach - SC Düdingen - FC Grand-Lancy - FC Granges - ES FC Malley - FC Naters - FC Schötz - FC Tuggen - Yverdon-Sport | - Coire 97 - FC Collex-Bossy - US Collombey-Muraz - FC Entfelden - FC Eschenbach - FC Freienbach - FC Hergiswil - FC Langenthal - Stade Lausanne-Ouchy - Losone Sportiva - US Terre Sainte - FC Töss Winterthur | 2e ligue - FC Abtwil-Engelburg - FC Amicitia Riehen - FC Ascona - FC Colombier - FC Gumefens/Sorens - FC Herzogenbuchsee - FC Konolfingen - FC Renens - FC Schattdorf - United Zurich 3e ligue - FC Deitingen - FC Domdidier - FC Ellikon Marthalen - FC Henau |

| Équipe 1             | Résultat     | Équipe 2            |
| -------------------- | ------------ | ------------------- |
| 16 septembre 2011    |              |                     |
| FC Hergiswil         | 1–3          | FC Locarno          |
| FC Langenthal        | 1–3          | Yverdon-Sport       |
| 17 septembre 2011    |              |                     |
| US Terre Sainte      | 2–5ap        | SC Brühl Saint-Gall |
| FC Naters            | 1–5          | FC Saint-Gall       |
| Stade Lausanne-Ouchy | 0–5          | FC Thoune           |
| FC Deitingen         | 1–4          | FC Schattdorf       |
| FC Konolfingen       | 1–2          | FC Grand-Lancy      |
| FC Collex-Bossy      | 1–8          | Lausanne-Sport      |
| FC Henau             | 1–5          | FC Wohlen           |
| FC Eschenbach        | 0–4          | FC Bâle             |
| FC Herzogenbuchsee   | 1–3          | Breitenrain Berne   |
| FC Abtwil-Engelburg  | 1–5          | Stade Nyonnais      |
| US Collombey-Muraz   | 0–5          | FC Schötz           |
| FC Töss Winterthur   | 0–10         | Grasshoppers Zurich |
| FC Amicitia Riehen   | 0–8          | FC Aarau            |
| FC Ascona            | 1–2          | FC Chiasso          |
| FC Ellikon-Marthalen | 3–10         | FC Freienbach       |
| United Zurich        | 1–5ap        | FC Lugano           |
| ES FC Malley         | 3–3 (3-1)tab | SR Delémont         |
| FC Domdidier         | 0–5          | Young Boys Berne    |
| FC Granges           | 0–5          | FC Zurich           |
| FC Renens            | 1–4          | FC Wil              |
| 18 septembre 2011    |              |                     |
| SC Cham              | 2–0          | Étoile Carouge      |
| SC Düdingen          | 1–4ap        | Servette FC         |
| FC Colombier         | 0–5          | FC Sion (TT)        |
| FC Tuggen            | 3–0          | SC Dornach          |
| Losone Sportiva      | 0–3          | FC Lucerne          |
| FC Entfelden         | 0–9          | SC Kriens           |
| Coire 97             | 1–2          | Neuchâtel Xamax     |
| FC Gumefens/Sorens   | 1–3          | AC Bellinzone       |
| FC Baden             | 0–1          | FC Winterthur       |
| GC Biaschesi         | 1–2          | FC Biel-Bienne      |

| Équipe 1          | Résultat     | Équipe 2            |
| ----------------- | ------------ | ------------------- |
| 15 octobre 2011   |              |                     |
| FC Schattdorf     | 0-5          | Lausanne-Sport      |
| FC Chiasso        | 0–1          | Grasshopper Zurich  |
| Yverdon-Sport     | 1–3          | Servette FC         |
| Stade Nyonnais    | 1–2          | FC Sion (TT)        |
| FC Saint-Gall     | 2–0          | FC Thoune           |
| FC Winterthur     | 2–0          | SC Brühl Saint-Gall |
| FC Lugano         | 0–1ap        | FC Biel-Bienne      |
| ES FC Malley      | 0–1          | AC Bellinzone       |
| SC Cham           | 1–5          | FC Wohlen           |
| Breitenrain Berne | 1–2          | FC Tuggen           |
| FC Schötz         | 1–5          | FC Bâle             |
| FC Aarau          | 1–3          | FC Zurich           |
| 16 octobre 2011   |              |                     |
| FC Grand-Lancy    | 1–3          | FC Lucerne          |
| SC Kriens         | 2–1          | Neuchâtel Xamax     |
| FC Freienbach     | 0–4          | Young Boys Berne    |
| FC Locarno        | 1–1 (4-5)tab | FC Wil              |

| Équipe 1         | Résultat     | Équipe 2           |
| ---------------- | ------------ | ------------------ |
| 26 novembre 2011 |              |                    |
| FC Tuggen        | 1-2          | FC Sion (TT)       |
| AC Bellinzone    | 0–4          | Lausanne-Sport     |
| FC Wil           | 2–3ap        | FC Bâle            |
| 27 novembre 2011 |              |                    |
| FC Saint-Gall    | 4–2          | FC Zurich          |
| FC Biel-Bienne   | 3–0          | Servette FC        |
| SC Kriens        | 2–2 (3-5)tab | Grasshopper Zurich |
| FC Winterthur    | 1–1 (3-2)tab | Young Boys Berne   |
| FC Wohlen        | 1–2          | FC Lucerne         |

## Quarts de finale
| 20 mars 2012 | FC Lucerne                                    | 3 – 0 | Grasshopper Zurich | Allmend, Lucerne                             |                                              |
| 20:15        | Lezcano 42e · Ferreira 61e · Lustenberger 80e |       |                    | Spectateurs : 7 034 Arbitrage : Sascha Kever | Spectateurs : 7 034 Arbitrage : Sascha Kever |
| 20:15        | Rapport                                       |       |                    | Spectateurs : 7 034 Arbitrage : Sascha Kever | Spectateurs : 7 034 Arbitrage : Sascha Kever |

| 21 mars 2012 | FC Winterthur                                | 2 - 2 a.p.        | FC Saint-Gall                                        | Schützenwiese, Winterthour                       |                                                  |
| 19:30        | Radice 26e · Bengondo 82e                    |                   | 17e Mathys · 19e Sutter                              | Spectateurs : 8 500 Arbitrage : Stephan Klossner | Spectateurs : 8 500 Arbitrage : Stephan Klossner |
| 19:30        | Rapport                                      |                   |                                                      | Spectateurs : 8 500 Arbitrage : Stephan Klossner | Spectateurs : 8 500 Arbitrage : Stephan Klossner |
| 19:30        | Zuffi · Bengondo · Iten · Lenjani · Sereinig | Tirs au but 5 − 4 | Scarione · Jagne · Montandon · Muntwiler · Regazzoni | Spectateurs : 8 500 Arbitrage : Stephan Klossner | Spectateurs : 8 500 Arbitrage : Stephan Klossner |

| 21 mars 2012 | FC Bâle                                                                | 5 – 2 | Lausanne-Sport | Parc Saint-Jacques, Bâle                         |                                                  |
| 19:45        | Katz 24e (csc) · Streller 50e 89e · A. Frei 59e (pen.) · F. Frei 90+2e |       | 45e 71e Roux   | Spectateurs : 8 028 Arbitrage : Cyril Zimmermann | Spectateurs : 8 028 Arbitrage : Cyril Zimmermann |
| 19:45        | Rapport                                                                |       |                | Spectateurs : 8 028 Arbitrage : Cyril Zimmermann | Spectateurs : 8 028 Arbitrage : Cyril Zimmermann |

| 21 mars 2012 | FC Biel-Bienne | 1 - 3 | FC Sion                                     | Gurzelen Stadion, Bienne                         |                                                  |
| 20:15        | Doudin 21e     |       | 9e Yoda · 82e Vanczák · 90+4e (pen.) Danilo | Spectateurs : 3 938 Arbitrage : Adrien Jaccottet | Spectateurs : 3 938 Arbitrage : Adrien Jaccottet |
| 20:15        | Rapport        |       |                                             | Spectateurs : 3 938 Arbitrage : Adrien Jaccottet | Spectateurs : 3 938 Arbitrage : Adrien Jaccottet |

## Demi-finales
| 11 avril 2012 | FC Sion | 0 – 1 | FC Lucerne | Stade de Tourbillon, Sion                       |                                                 |
| 20:15         |         |       | 7e Winter  | Spectateurs : 12 000 Arbitrage : Stephan Studer | Spectateurs : 12 000 Arbitrage : Stephan Studer |
| 20:15         | Rapport |       |            | Spectateurs : 12 000 Arbitrage : Stephan Studer | Spectateurs : 12 000 Arbitrage : Stephan Studer |

| 15 avril 2012 | FC Winterthur           | 1 – 2 | FC Bâle                    | Schützenwiese, Winterthour                  |                                             |
| 14:00         | Kuzmanovic 90+3e (pen.) |       | 38e Streller · 89e A. Frei | Spectateurs : 8 500 Arbitrage : Alain Bieri | Spectateurs : 8 500 Arbitrage : Alain Bieri |
| 14:00         | Rapport                 |       |                            | Spectateurs : 8 500 Arbitrage : Alain Bieri | Spectateurs : 8 500 Arbitrage : Alain Bieri |

## Finale
| 16 mai 2012 | FC Bâle | 1–1             | FC Lucerne | Stade de Suisse, Berne                       |                                              |
| 20:30       | 56e Huggel | (0–0)           | 67e Puljić | Spectateurs : 30 100 Arbitrage : Wermelinger | Spectateurs : 30 100 Arbitrage : Wermelinger |
| 20:30       | Yapi · Streller · Zoua · Shaqiri | Tirs au but 4-2 | Renggli · Ohayon · Gygax · Stahel · | Spectateurs : 30 100 Arbitrage : Wermelinger | Spectateurs : 30 100 Arbitrage : Wermelinger |
| 20:30       | Titulaires : · Yann Sommer · Markus Steinhöfer · David Ángel Abraham · 72e Aleksandar Dragović · Park Joo-ho · Xherdan Shaqiri · 97e Benjamin Huggel · Granit Xhaka · 74e Valentin Stocker · Alexander Frei · Marco Streller · Remplaçants : · 72e Radoslav Kováč · 74e Jacques Zoua · 97e Gilles Yapi-Yapo · Entraîneur : · Thorsten Fink | Équipes         | Titulaires : · David Zibung · Sally Sarr · Florian Stahel · Tomislav Puljić · Claudio Lustenberger · Alain Wiss · Michel Renggli · Adrian Winter · Xavier Hochstrasser 60e · Nelson Ferreira 104e · Dario Lezcano 95e · Remplaçants : · Daniel Gygax 60e · Jahmir Hyka 95e · Moshe Ohayon 87e · Entraîneur : · Murat Yakın | Spectateurs : 30 100 Arbitrage : Wermelinger | Spectateurs : 30 100 Arbitrage : Wermelinger |